# Bošnjanović
Bošnjanović (cyr. Бошњановић) – wieś w Serbii, w okręgu kolubarskim, w gminie Ljig. W 2011 roku liczyła 247 mieszkańców.